# Białoruska Socjaldemokratyczna Partia (Ludowa Hramada)
Białoruska Socjaldemokratyczna Partia (Ludowa Hramada) (biał. Беларуская сацыял-дэмакратычная партыя (Народная Грамада)) – niezarejestrowana partia polityczna na Białorusi, stworzona w wyniku zjednoczenia Białoruskiej Socjaldemokratycznej Hramady i Partii Zgody Ludowej w 1996 roku. Zjednoczenie było wynikiem zwycięstwa frakcji centrolewicowej wewnątrz BSdH nad frakcją centroprawicową zgromadzoną wokół Aleha Trusaua. Wkrótce frakcja Trusaua opuściła BSdP (LH) i w 1998 wznowiła działalność BSdH. W czasie wyborów parlamentarnych w 2004 roku, uznanych przez OBWE, UE i Stany Zjednoczone za niedemokratyczne, partia wchodziła w skład opozycyjnego bloku Europejska Koalicja „Wolna Białoruś”. Nie otrzymała ani jednego mandatu.
Na początku 2005 BSdP (LH) została pozbawiona rejestracji, kiedy władze uznały, że wybór lidera partii Mikałaja Statkiewicza odbył się z naruszeniami. Część członków partii utworzyła wówczas nowe ugrupowanie o nazwie Białoruska Socjaldemokratyczna Partia (Hramada), które otrzymało rejestrację.
Jesienią 2007 roku odbyła się pierwsza sesja zjazdu założycielskiego partii Białoruska Socjaldemokratyczna Partia (Ludowa Hramada).
Komitet organizacyjny partii był współzałożycielem utworzonej 9 stycznia 2011 roku Narodowej Koordynacyjnej Rady Opozycji, której zadaniem jest domagać się uwolnienia ludzi aresztowanych z przyczyn politycznych, informować obywateli Białorusi i wspólnotę międzynarodową, domagać się powrotu Białorusi na drogę prawa i demokracji, a także tworzyć warunki do przeprowadzenia w kraju wolnych i demokratycznych wyborów.